# Rainulfo II Trincanotte
Rainulfo II di Aversa detto Trincanotte (tra il 1020 e il 1030 – 1048) è stato un cavaliere medievale normanno.

## Biografia
Fu il quarto conte di Aversa (1045-1048).
Dopo la morte prematura, senza figli, del secondo conte d'Aversa, Asclettino II Drengot, il cugino Rainulfo Trincanotte era il candidato naturale, appoggiato dai Normanni; il principe Guaimario IV di Salerno tentò invece di imporre il suo candidato, Rodolfo Cappello, che riuscì in un primo momento a sconfiggere ed imprigionare Rainulfo; ma questi riuscì a liberarsi ed a scacciare il rivale Rodolfo, ottenendo anche il riconoscimento dello stesso Guaimario.
Anche al fine di derimere la vertenza, l'imperatore Enrico III convocò per il 3 febbraio 1047 la Conferenza di Capua, con Guaimario V di Salerno. L'imperatore legittimò i possessi acquisiti di fatto da parte delle famiglie normanne e confermò i titoli feudali di Drogone d'Altavilla e di Rainulfo, terzo conte di Aversa e Duca di Sorrento, i quali divennero suoi vassalli; distaccò da Salerno il Principato di Capua e lo restituì al legittimo Pandolfo IV, anche se questo territorio costituiva l'obiettivo della famiglia Drengot.
Rainulfo II Trincanotte però morì nel 1048 e lasciò erede il figlio Ermanno, di pochi anni, con reggente Guglielmo Bellabocca (Bellebouche). L'unico parente, Riccardo, cugino del bimbo, Signore di Genzano, era imprigionato a Melfi per aver combattuto contro Drogone d'Altavilla. Guaimario intervenne, lo fece uscire di prigione, lo condusse ad Aversa e lo insediò come nuovo tutore di Ermanno. Dopo l'improvvisa morte dell'infante, Guaimario V nel 1049 investì Riccardo come quinto Conte d'Aversa.